# Ljungbyhed
Ljungbyhed är en tätort i Klippans kommun i Skåne län.
Ljungbyhed har länge präglats av sin karaktär som militär övningsplats. På senare år har dock den militära närvaron minskats.

## Historia
Ljungbyhed var först övningsplats för Norra skånska infanteriregementet fram till 1923 och för de skånska kavalleriregementena. Från 1925 blev Ljungbyhed förläggningsplats för 5:e flygskolekåren.
Armén försvann från Ljungbyhed 1952 och Krigsflygskolan vid flygvapnet flyttade till Ängelholm 1998. 
Ljungbyhed var och är beläget i Riseberga socken och ingick efter kommunreformen 1862 i Riseberga landskommun. I denna inrättades 21 december 1934 Ljungbyheds municipalsamhälle som sedan upplöstes 31 december 1962.

### Befolkningsutveckling
| Befolkningsutvecklingen i Ljungbyhed 1960–2020 | Befolkningsutvecklingen i Ljungbyhed 1960–2020 | Befolkningsutvecklingen i Ljungbyhed 1960–2020 | Befolkningsutvecklingen i Ljungbyhed 1960–2020 | Befolkningsutvecklingen i Ljungbyhed 1960–2020 |
| ---------------------------------------------- | ---------------------------------------------- | ---------------------------------------------- | ---------------------------------------------- | ---------------------------------------------- |
|                                                |                                                |                                                |                                                |                                                |
| År                                             |                                                |                                                | Folkmängd                                      | Areal (ha)                                     |
| 1960                                           | 1960                                           |                                                | 2 289                                          |                                                |
| 1965                                           | 1965                                           |                                                | 2 380                                          |                                                |
| 1970                                           | 1970                                           |                                                | 2 335                                          |                                                |
| 1975                                           | 1975                                           |                                                | 2 319                                          |                                                |
| 1980                                           | 1980                                           |                                                | 2 235                                          |                                                |
| 1990                                           | 1990                                           |                                                | 2 009                                          | 282                                            |
| 1995                                           | 1995                                           |                                                | 2 034                                          | 283                                            |
| 2000                                           | 2000                                           |                                                | 1 944                                          | 283                                            |
| 2005                                           | 2005                                           |                                                | 2 057                                          | 286                                            |
| 2010                                           | 2010                                           |                                                | 2 046                                          | 297                                            |
| 2015                                           | 2015                                           |                                                | 2 127                                          | 365                                            |
| 2020                                           | 2020                                           |                                                | 2 192                                          | 356                                            |
|                                                |                                                |                                                |                                                |                                                |

## Näringsliv
Det finns verksamhet på Ljungbyheds flygplats. Bland annat driver Trafikflyghögskolan  trafikflygarutbildning för civil luftfart i Lunds universitets regi, samt GreyBird Pilot Academy en liknande utbildning i privat regi. Det finns även en flygklubb med motor- och segelflygverksamhet, och i Klippans gymnasiums regi drivs flygteknikerutbildning på gymnasie- och YH-nivå.
Delar av flygplatsen drivs i dag av ett företag som heter Ljungbyhed Park, som använder området för olika sorters event.

## Sevärdheter
En liten bit norr om Ljungbyhed ligger Herrevadskloster. Klostret uppfördes i mitten av 1100-talet av Cistercienserorden. Tycho Brahe har studerat i klostret. I Ljungbyheds östra del, vid Rönne å, ligger Spångens gästgivaregård, känt från filmen Kalle på Spången.

## Personer från Ljungbyhed
- Enoch Thulin, ingenjör och flygpionjär.[källa behövs]

## Bildgalleri från Ljungbyheds förläggningsplats

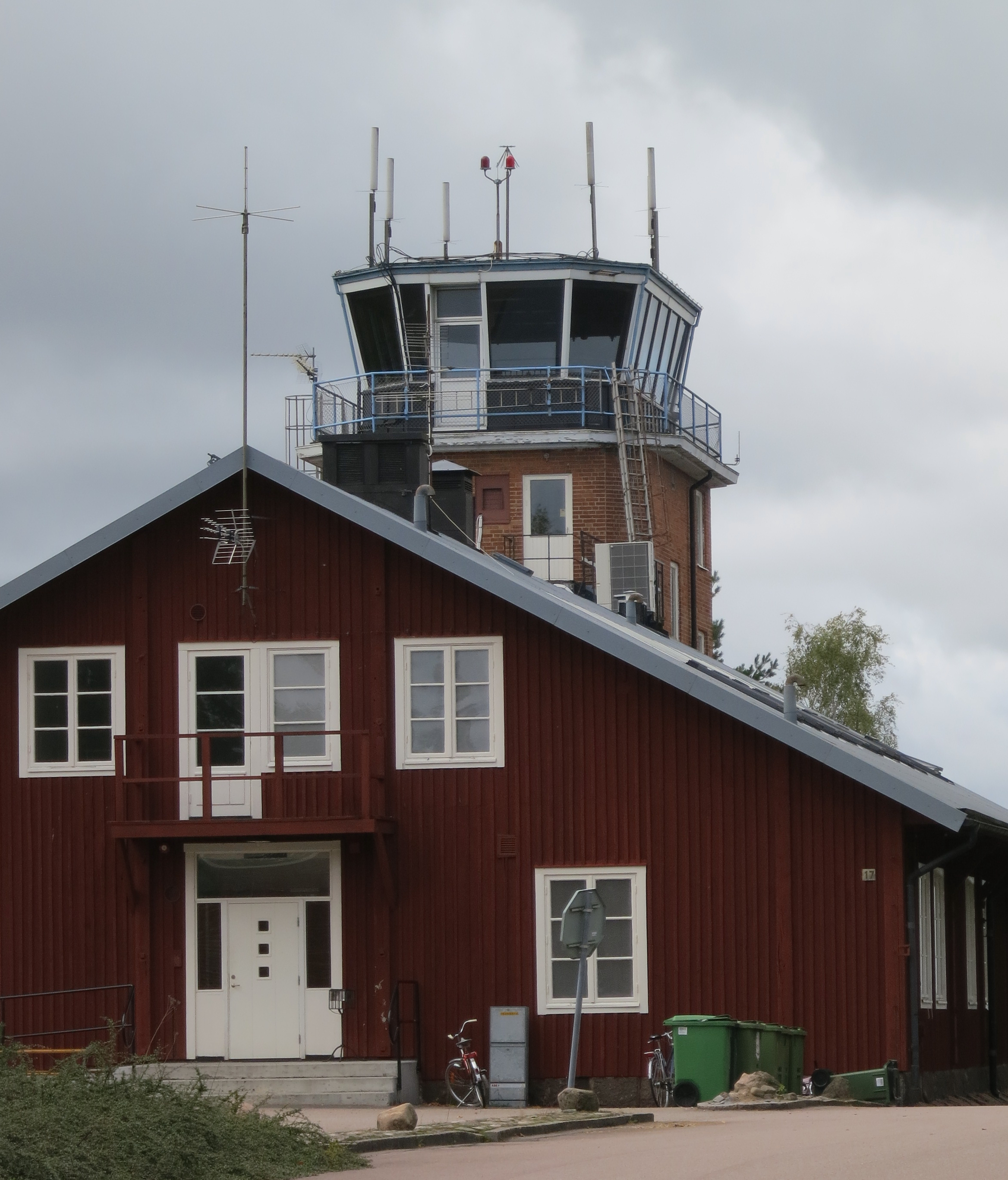
Flygledartornet vid Ljungbyhed.
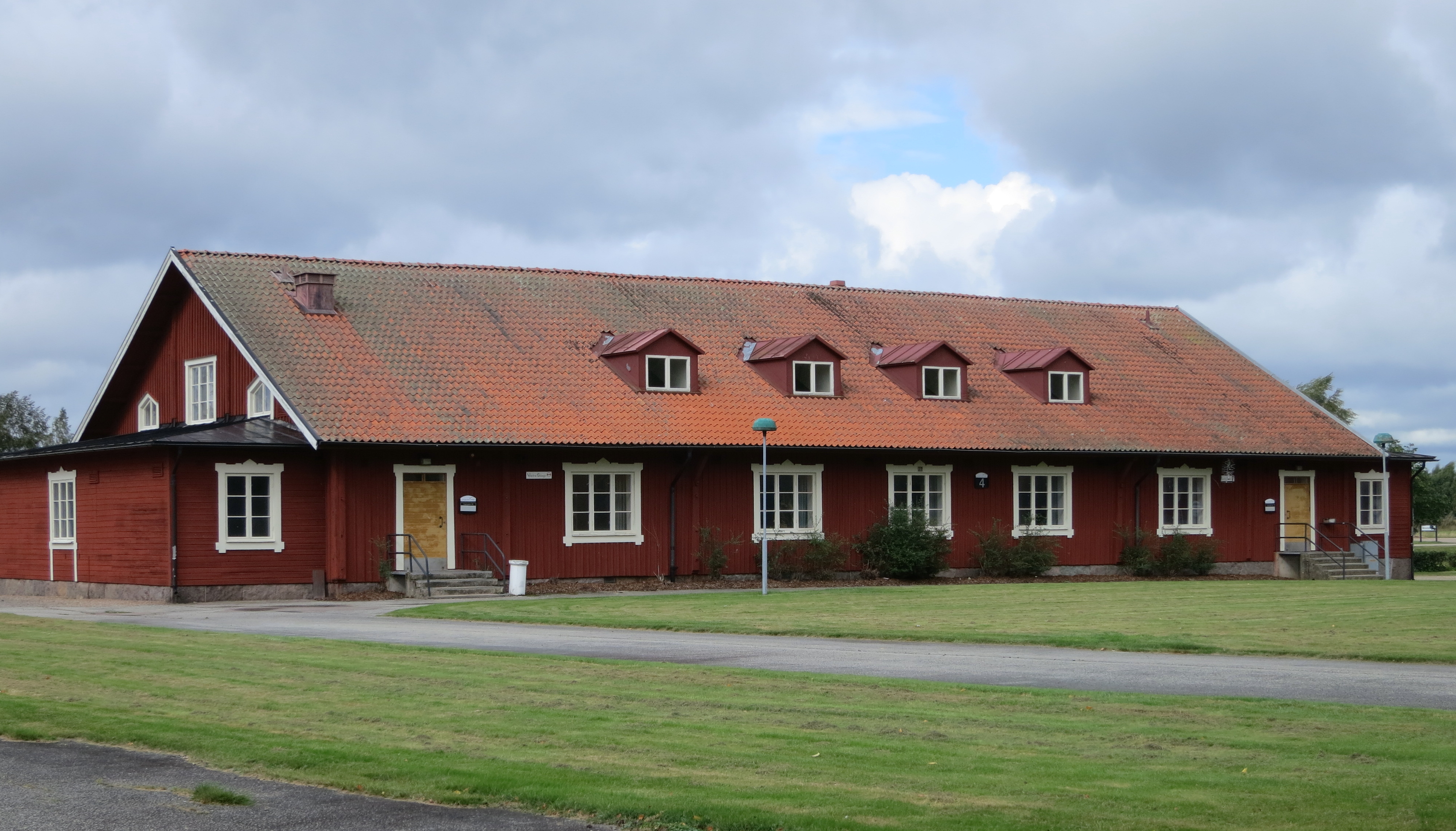
Förläggningsbyggnad.
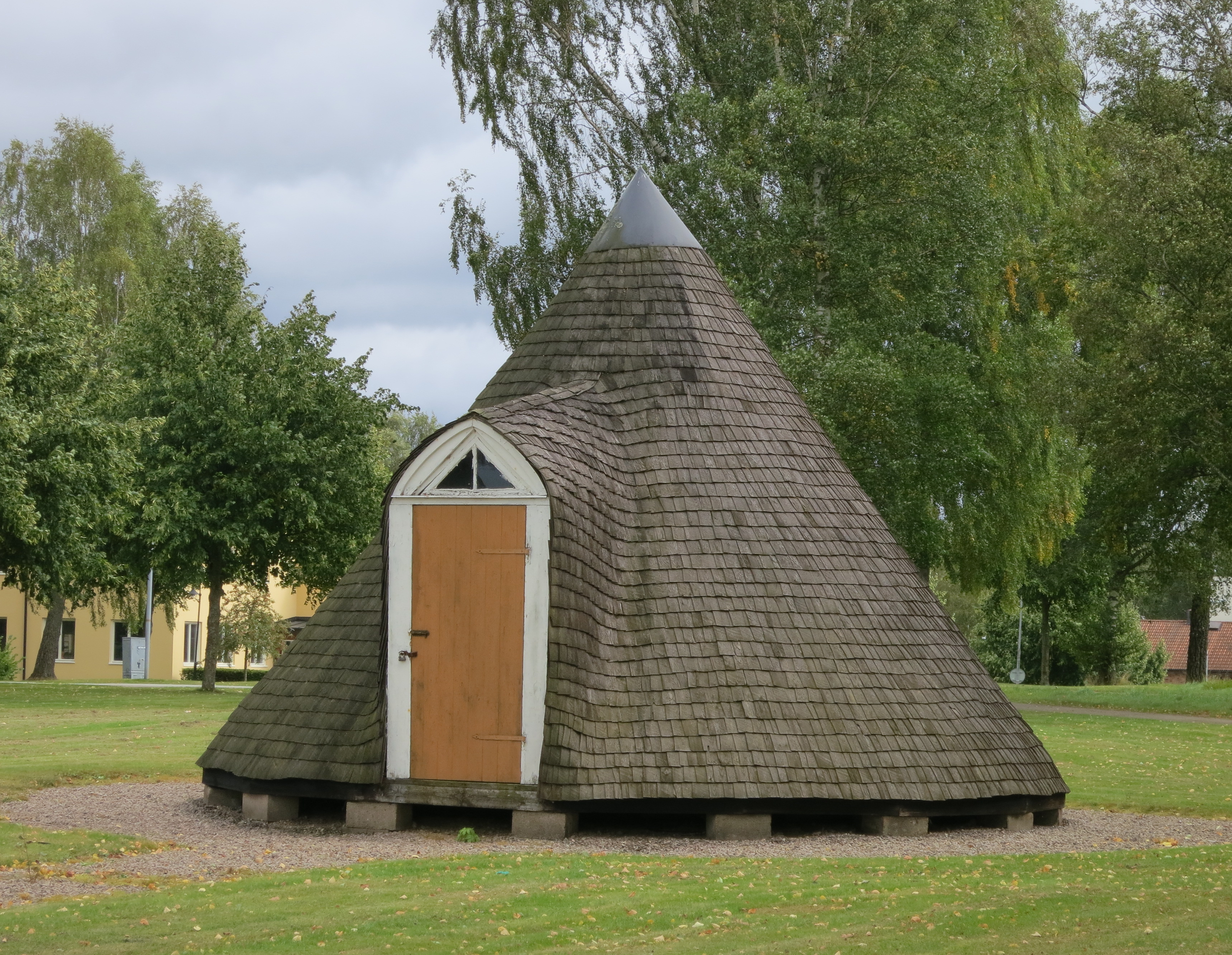
Lägerhydda.
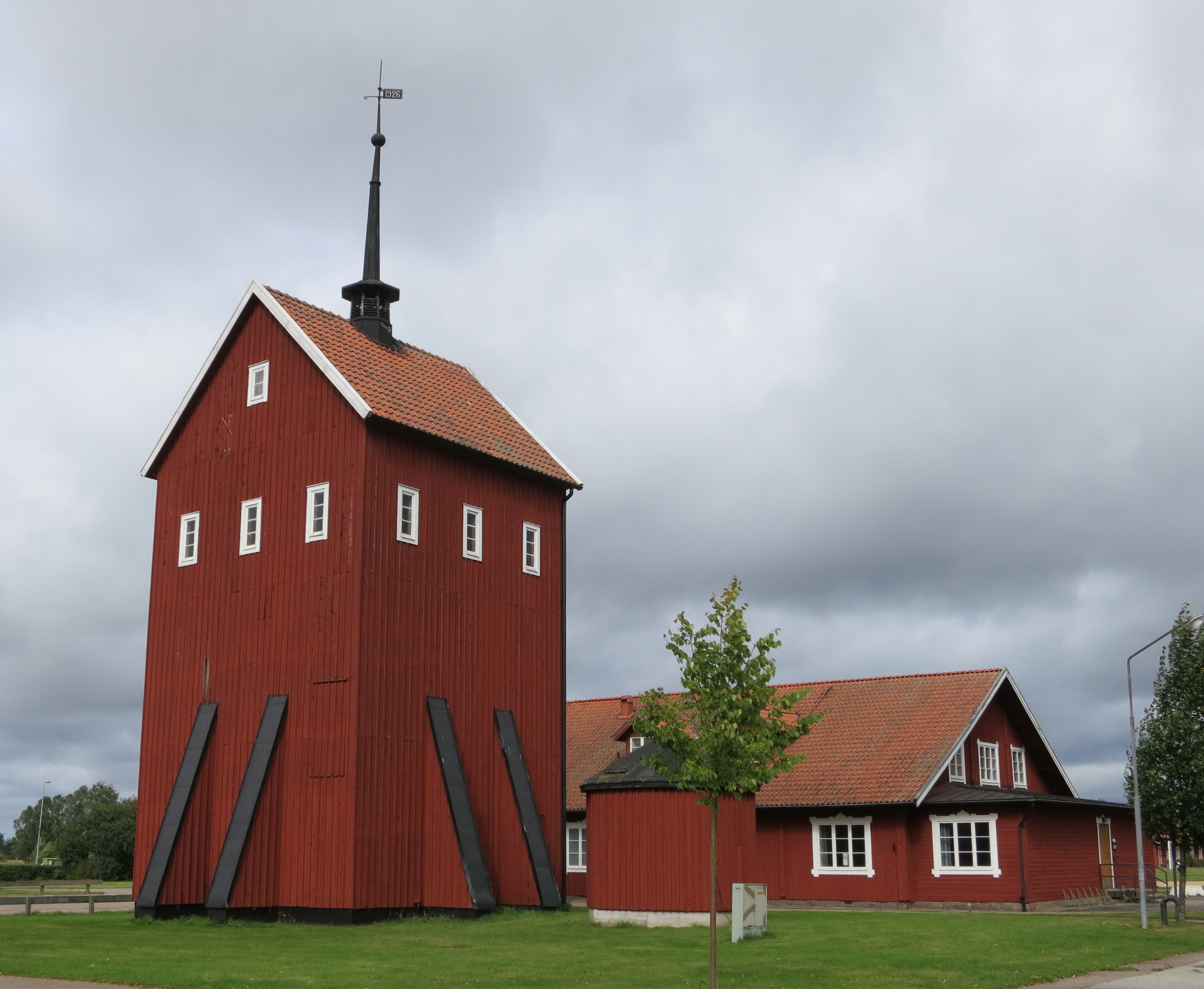
Vattentorn.